# Lufingen
Lufingen é uma comuna da Suíça, situada no distrito de Bülach, no cantão de Zurique. Tem 5,18 km² de área e sua população em 2018 foi estimada em 2.400 habitantes.